# Schraffur

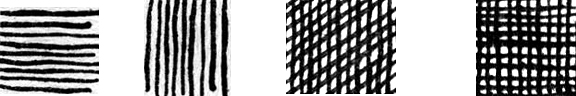
Schraffuren (Freihand)

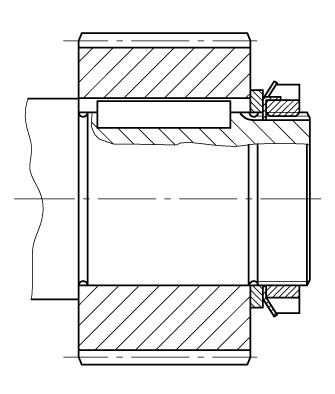
Schraffuren in einer technischen Zeichnung

Eine Schraffur (von italienisch sgraffiare, „kratzen“, vergleiche Sgraffito) ist die Gesamtheit vieler feiner, in gleichen Abständen nebeneinander gesetzter Linien, die in technischen, kartographischen und künstlerischen Zeichnungen und Graphiken Eigenschaften einer Fläche charakterisieren.
In der Biologie wird bei der einer Schraffur ähnlichen Zeichnung von Vögeln und anderen Tieren von Strichelung gesprochen.

## Verwendung
Schraffieren wird verwendet:
- für das Kenntlichmachen von besonderen Flächen
- die Darstellung von Neigung zur Bildebene
- die Darstellung des Schattens und der Beleuchtung

Insgesamt dient das Schraffieren immer dazu, eine Grafik besser lesbar zu machen, und/oder sie plastischer (räumlicher) erscheinen zu lassen. Besondere Bedeutung hat das Schraffieren bei Schwarzweiß-Darstellungen, während die immer einfachere Verfügbarkeit von farbigen Darstellungen die Schraffur mehr und mehr verdrängt (z. B. beim Druck).

Auswahl von Schraffuren nach DIN ISO 128-50

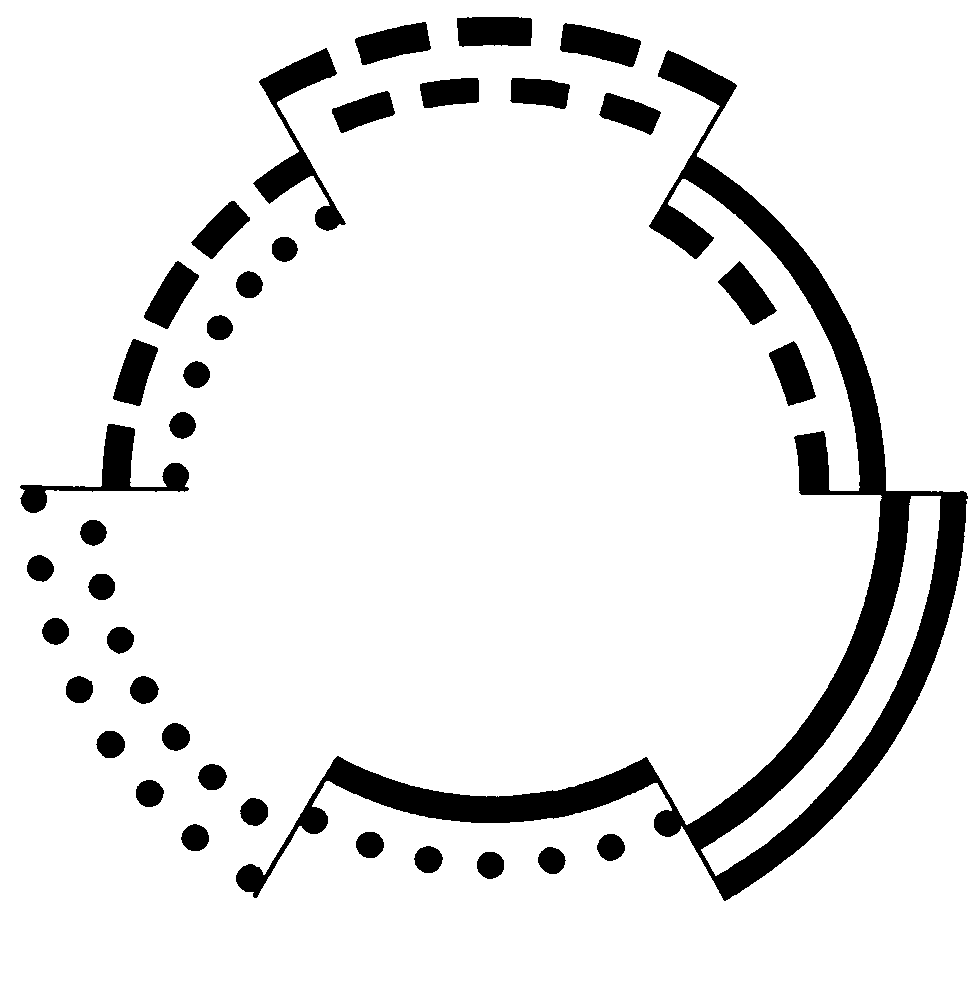
Schraffuren für Farben nach DIN 30601:1971 (zurückgezogen 2002)
----
Grundfarben:
Rot (Linien, unten rechts)
Grün (gestrichelt, oben)
Blau (gepunktet, unten links)
----
Einfache Mischfarben:
Gelb (Linie und Striche, oben rechts)
Cyan (Striche und Punkte, oben links)
Magenta (Linie und Punkte, unten)

### Schraffuren in technischen Zeichnungen
Schraffuren werden in technischen Zeichnungen verwendet, um Schnittflächen zu kennzeichnen. Dabei werden diese Flächen mit schmalen, parallelen Linien mit gleichem Abstand, unter einem Winkel von 45° zur Hauptsymmetrieachse des dargestellten Bauteiles gefüllt. (Die Schrägen Linien sollen einen Sägeschnitt symbolisieren.) Befinden sich mehrere Teile innerhalb einer Schnittdarstellung, wird die Schraffur auch dazu genutzt die Teile optisch voneinander abzugrenzen. Die Schraffuren unterscheiden sich dann in der Richtung der Linien (±45°) und deren Abstand.
Des Weiteren gibt es nach DIN 201, die im Jahr 2002 durch die DIN ISO 128-50 ersetzt wurde, noch eine Vielzahl werkstoffspezifischer Schraffurarten. Im Regelfall wird zwar lediglich die Grundschraffur verwendet, jedoch kann es manchmal hilfreich sein, auch zeichnerisch auf einen speziellen Werkstoff hinzuweisen. So ist zum Beispiel beim Einsatz von Dichtungen aus Gummi oftmals die gekreuzte Schraffur für Kunststoffe gebräuchlich. Teile mit geringer Querschnittsfläche (z. B. dünne Bleche) werden der Einfachheit halber meist ganz geschwärzt.
Die Norm DIN 30601:1971, die 2002 ersatzlos zurückgezogen wurde, beschrieb systematische, lageunabhängige Schraffuren für die additiven Grundfarben Rot, Grün und Blau sowie ihre einfachen Mischfarben Gelb, Cyan und Magenta. Weiß und Schwarz werden jeweils deckend als Hintergrund- bzw. Vordergrundfarbe dargestellt.

### Schraffuren und Schraffen in der Kartografie
Schraffuren werden in der Kartografie verwendet, um auf thematischen Karten Gebiete mit bestimmten geographischen Eigenschaften darzustellen (Beispielsweise geologische Eigenschaften, Sprachgebiete, historische Entwicklungen). Dabei wird die Schraffur für eine Gebietsart analog der technischen Zeichnung angewendet.
Für die Darstellung des Reliefs wurden früher oft Schraffen eingesetzt um das Gelände plastisch darzustellen. Dabei verlaufen die Schraffen z. B. in der Falllinie. Heute sind in Karten jedoch, aufgrund der genaueren Interpretierbarkeit, Höhenlinien und/oder Schummerungen gebräuchlich.

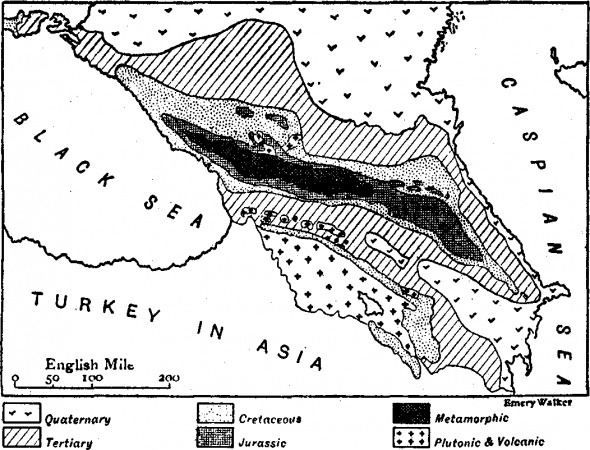
Schraffur auf einer thematischen Karte
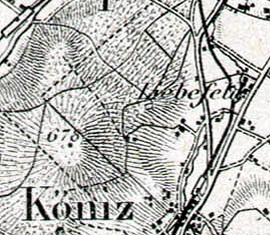
Karte mit der Darstellung einer Anhöhe durch Schraffen

### Schraffuren in der Bildenden Kunst

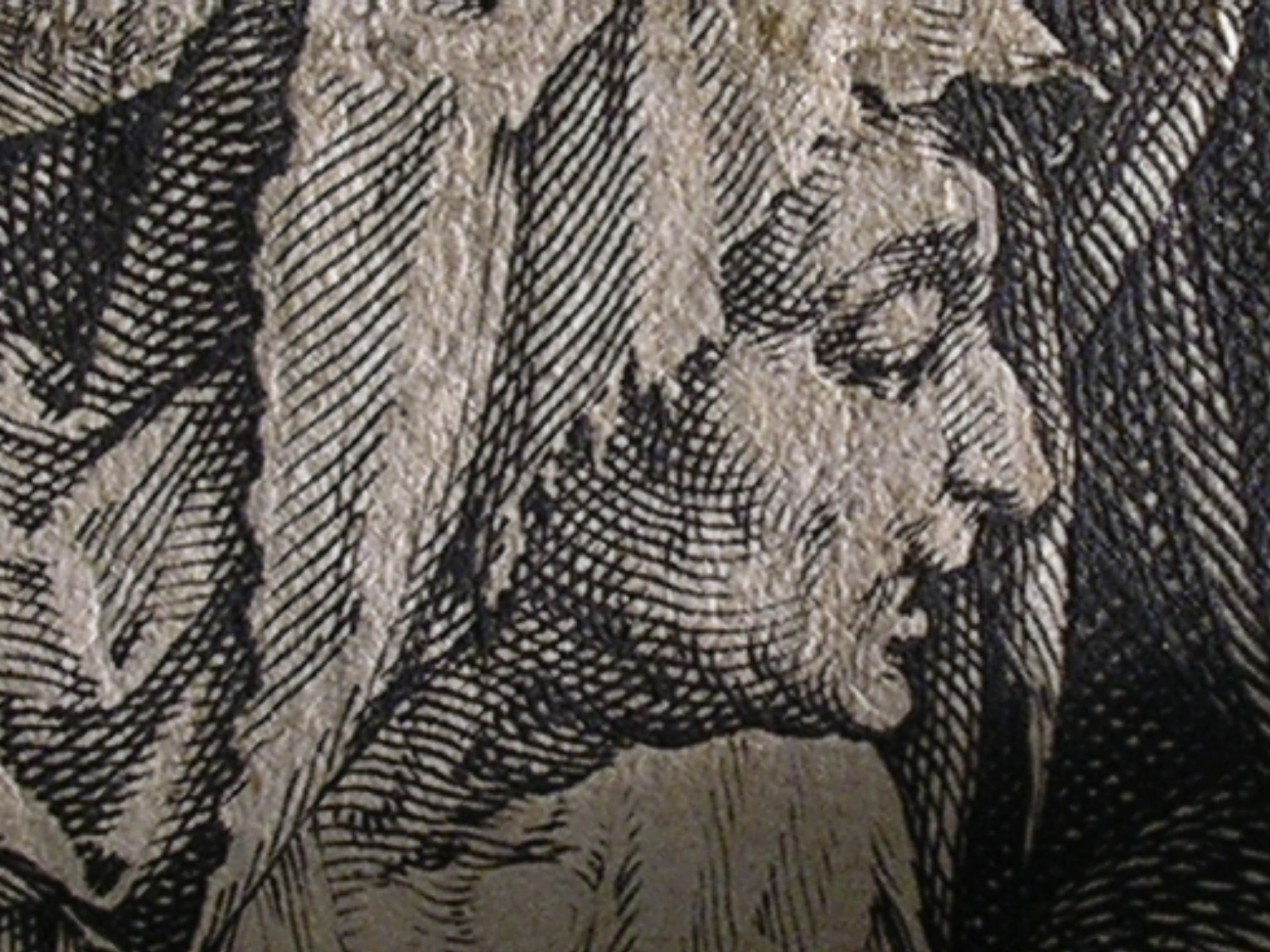
Parallel- und Kreuzschraffuren. Detail aus einem Kupferstich von Hendrik Goltzius (1558-ca. 1616)

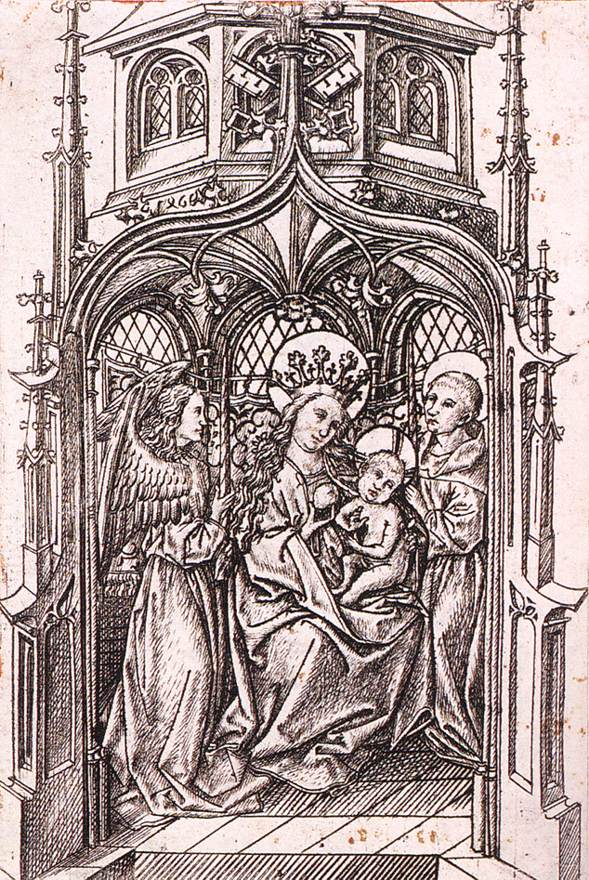
Unterschiedliche Schraffuren auf einem Kupferstich des Meisters E. S. von 1466

In der künstlerischen Zeichnung, Radierung und Illustration wird die Technik der Schraffur verwendet, um mittels paralleler Linien Grauwerte, Körperrundungen und Schattierungen darzustellen. Neben der einfachen parallelen Schraffur (Parallelschraffur) wird die Kreuzschraffur (Kreuzlage) verwendet: Über eine Lage von parallelen Strichen wird eine zweite Lage überkreuz gezeichnet. Damit lassen sich Partien dunkler gestalten und Hell-Dunkel-Gradienten darstellen.
Einer der ersten, die die Kreuzschraffur beim Kupferstich verwendete, war der um 1450 lebende Kupferstecher Meister E.S.

### Heraldik
Um die Farbgebung (Tingierung) eines Wappens im Schwarz-Weiß-Druck eindeutig zu kennzeichnen, werden die Metalle und Farben wie folgt dargestellt:

Gold (gepunktet), Silber (leer), Rot (senkrechte Linien), Blau (waagerechte Linien), Grün (Linien schräg nach unten), Purpur (Linien schräg nach oben), Schwarz (gegittert oder vollflächig schwarz)

Wappen von Brachttal
Farbige Darstellung
Schwarz-weiße Darstellung

## Hilfsmittel
Zur Herstellung gleichmäßiger Schraffierungen dient das Schraffierlineal, welches der Hauptsache nach aus einem Parallellineal besteht, das durch Druck des Fingers auf ein Knöpfchen nach jeder Linie um eine ganz bestimmte, aber vorher einstellbare Größe verschoben wird, so dass die Linien, welche man danach mit der Reißfeder zieht, genau gleiche Entfernung voneinander bekommen.